# Janina Grabicka

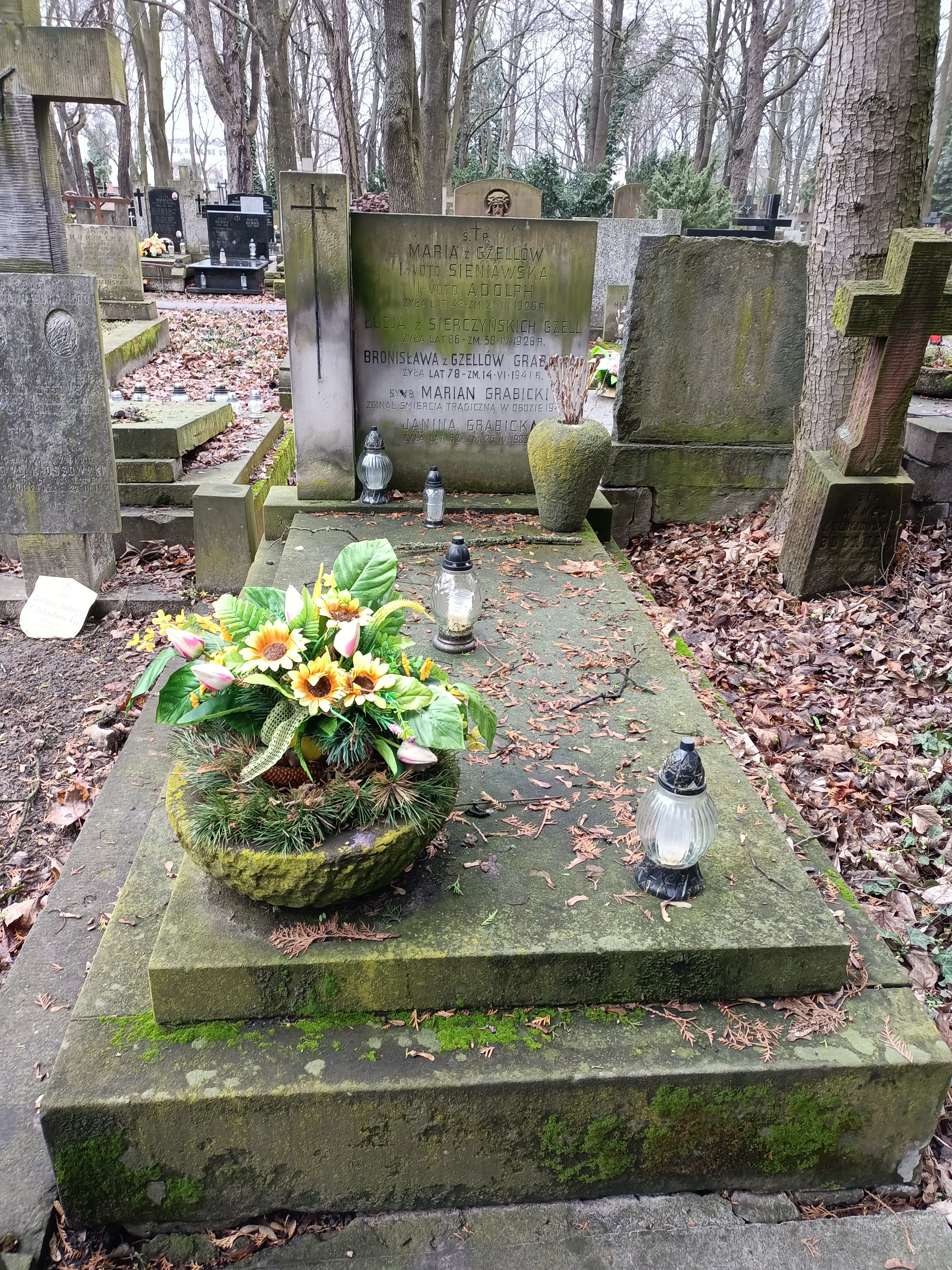
Grób Janiny Grabickiej na cmentarzu Powązkowskim

Janina Grabicka (ur. 3 lutego 1901 w Żyrardowie, zm. 25 kwietnia 1983 w Warszawie) – polska lekkoatletka i wioślarka. Zawodniczka Warszawskiego Klubu Wioślarek i klubu Grażyna Warszawa.

## Kariera
Uczestniczka II Światowych Igrzysk Kobiet w Göteborgu (1926) - zajęła 7. miejsce w finale biegu na 60 m z wynikiem 8,2. 5-krotna mistrzyni Polski i 12-krotna rekordzistka kraju w sztafetach oraz w pięcioboju (1926-1929). 
Mistrzyni Polski w kategorii jedynek w roku 1932 oraz 1936. W 1931  zwyciężyła w jedynkach w regatach  w ramach meczu wioślarskiego Polska-Wielka Brytania. 
Od 1950 była trenerem osad męskich w AZS Warszawa oraz kobiecych w Związkowcu Warszawa. Sędzia związkowy PZTW. 
Spoczywa na cmentarzu Powązkowskim w Warszawie (kwatera 310-3-18).

## Ordery i odznaczenia
- Brązowy Krzyż Zasługi (19 marca 1931)[6]